# Jens Christian Berg
Jens Christian Berg, född 23 september 1775 i Köpenhamn och död 4 juni 1852, var en norsk historiker och jurist.
Berg var från 1814 och fram till strax före sin död justitiarius i Akershus stiftsöverrätt. Han utgav de på källskrifter företrädesvis för perioden efter 1537 rika samlingarna Budsticken (1817-29) och Samlinger til det norske folks og sprogs historie (1833-39), med flera arbeten.